# 周仲舉
周仲舉（14世紀—15世紀），名綱，以字行，江西吉安府吉水縣人，明朝政治人物。

## 生平
永樂元年（1403年），周仲舉與從兄周述、兄周孟簡同登癸未科江西鄉試舉人，四年（1406年）丙戌科進士，獲賜敕奬勵，給予路費回鄉增進學業，六年（1408年）召至南京，在都察院觀政，都御史陳瑛上表他的能力，擢廣西道監察御史，因事連坐事降為昌平縣丞，走訪民間罷去不便十多件事，吏民悅服，知縣主簿也敬重，因母親逝世回鄉，後朝廷下詔百官舉賢才，昌平、鄆城兩縣知縣上章交薦，但又因任御史時事改官巢縣縣丞，負責督運竹木到南京，在邳州去世。

## 引用
1. 1 2  光緒《吉水縣志·卷三十四·人物志》：周仲舉，名綱，以字行，永樂元年偕兄述、孟簡舉鄉試，部使者表其所居曰「三桂」，四年成進士，賜勅奬勵，加道里費俾歸益進其學，六年召至，命觀政都察院，都御史言其能，擢廣西道監察御史，坐事降昌平縣尉，訪民所不便罷十數事，吏民悅而令與簿皆敬服委重焉，丁內艱，詔百司舉賢才，昌平鄆城兩縣令交章舉之，猶以御史時事改巢縣丞，督運竹木詣京，至邳州卒。